# Mushabago
Mushabago ist ein ländlicher Bezirk (Ward) des Distriktes Muleba in der tansanischen Region Kagera.

## Geografie
Mushabago liegt im Nordwesten von Tansania. Die Fläche des Bezirks beträgt 45,79 Quadratkilometer, bei der Volkszählung 2022 wohnten 9789 Menschen in 2248 Haushalten.

## Gliederung
Der Bezirk besteht aus drei Gemeinden (Mtaa) mit zehn Orten (Kitongoji):
| Rushwa - Buyango - Mushabago - Rwamulya - Omukinyinya - Rushwa | Omurunazi - Omurunazi - Kyanyaboma | Kyanshenge - Kyanshenge - Kanoni - Omukigando |

## Infrastruktur
- Bildung: Im Bezirk gibt es mehrere Grundschulen.[6][7]
- Gesundheit: In Rushwa befindet sich eine staatliche Apotheke, die unter anderem Malaria-Diagnose und -Erstbehandlung, HIV-Pflege und -Behandlung, Mutter-Kind-Pflege und kleine chirurgische Eingriffe anbietet.[8]